# Xbox-Controller

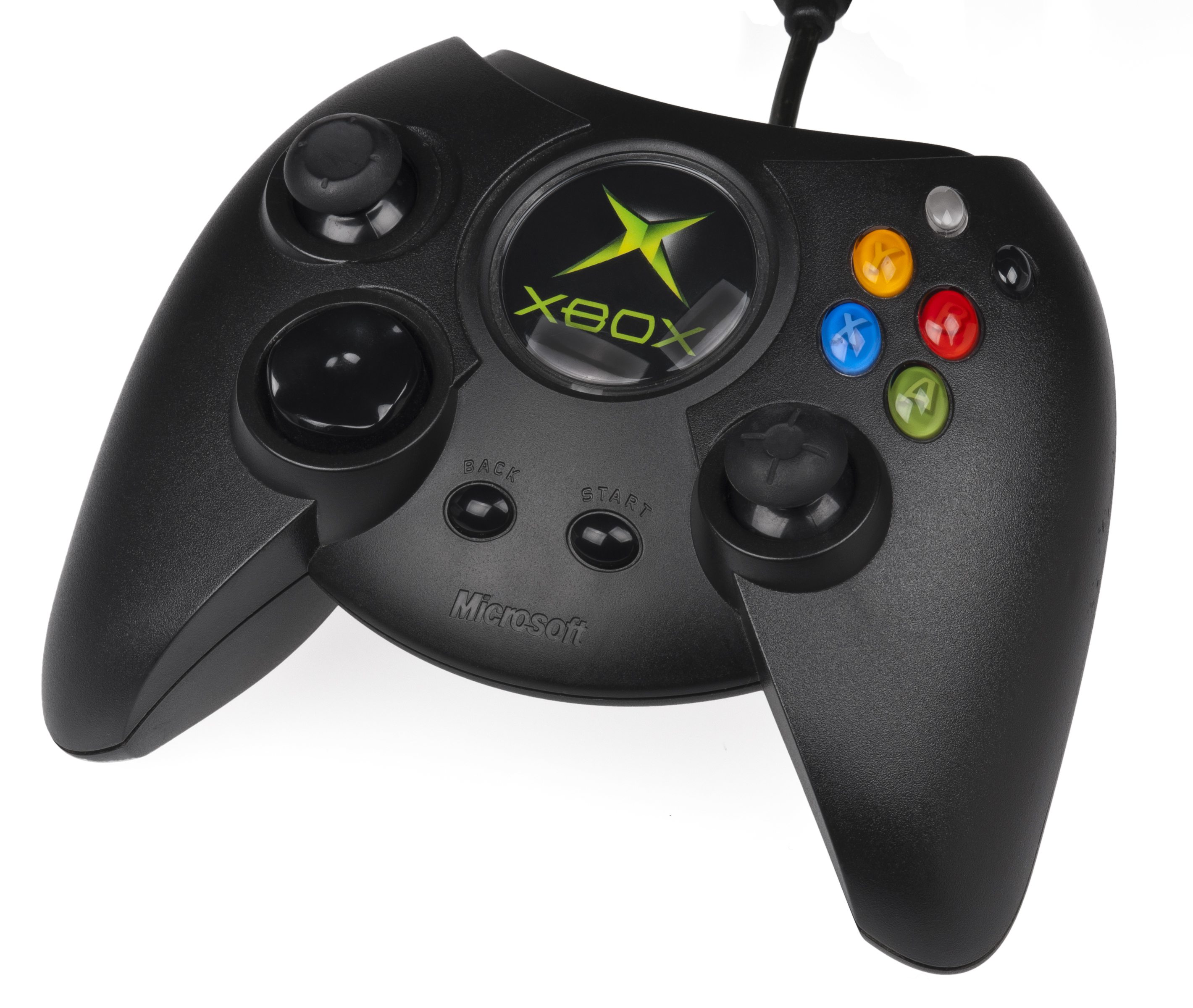
Xbox „The Duke“-Controller (Primär-Controller von 2001–2002)

Der Xbox-Controller ist der primäre Spielcontroller für Microsofts Xbox-Heimvideospielkonsole und wurde auf der Game Developers Conference im Jahr 2000 vorgestellt. Der Xbox-Controller der ersten Generation (Spitzname „The Duke“) war der erste mit Xbox-Systemen gebündelte Controller für alle Gebiete außer Japan. Eine kleinere und neu gestaltete Variante, genannt „Controller S“, wurde in Japan verkauft und mit der Konsole gebündelt. Es wurde später in anderen Gebieten eingeführt und ersetzte Ende 2003 weltweit den Controller der ersten Generation. Der größere Original-Controller blieb als optionales Zubehör erhältlich.

## Geschichte

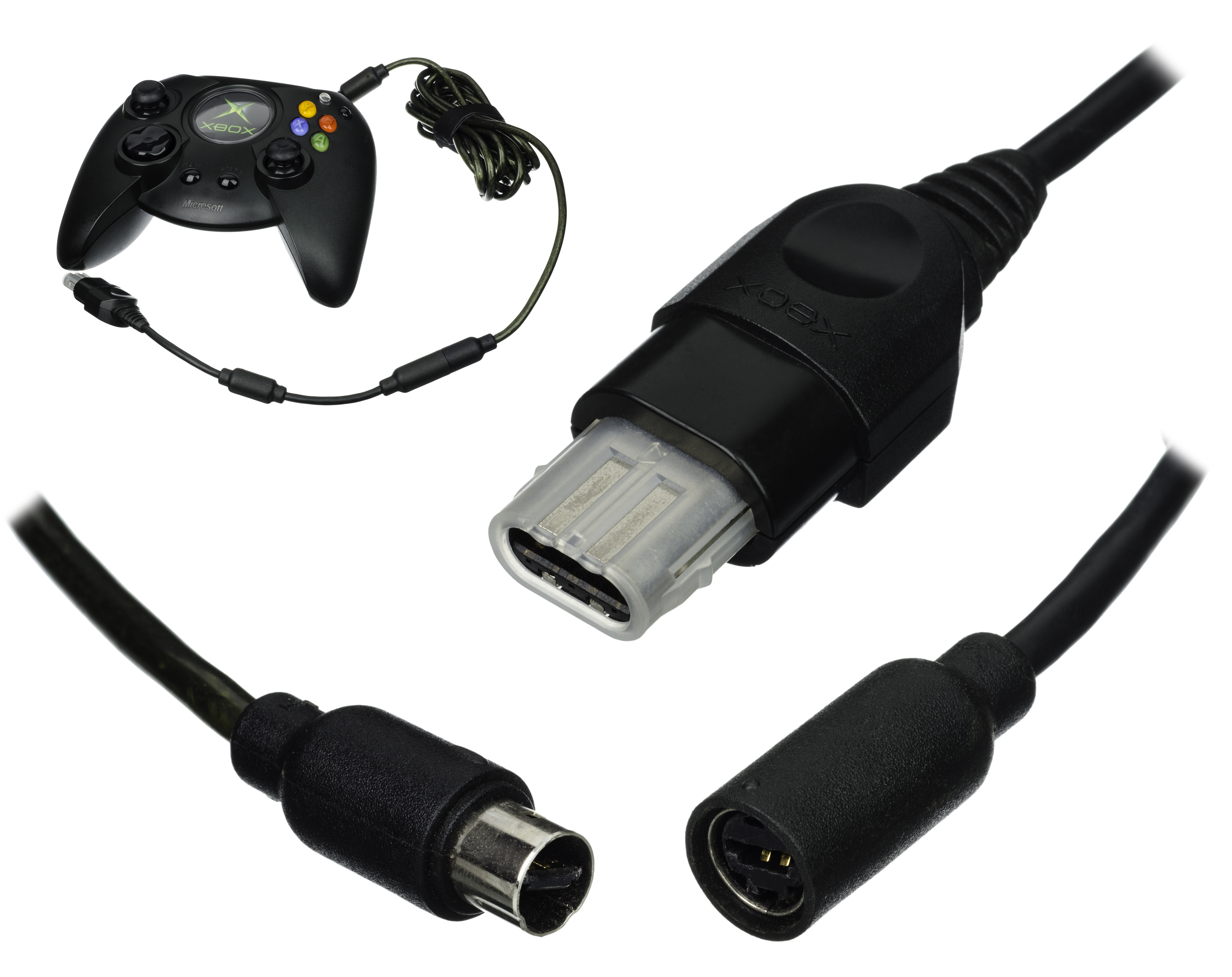
Der Xbox-Controller war mit abreißbaren Dongles ausgestattet, um eine Beschädigung der Konsole zu vermeiden, wenn über das Kabel gestolpert wurde.

Der Xbox-Controller verfügt über zwei Vibrationsmotoren, zwei analoge Trigger, zwei analoge Sticks (beide sind auch digital anklickbare Tasten), ein Steuerkreuz, eine Zurück-Taste, eine Start-Taste, zwei Zubehörschächte und sechs analoge 8-Bit-Aktionstasten (A/Grün, B/Rot, X/Blau, Y/Gelb sowie Schwarz und Weiß).
Als mit dem physischen Design des Controllers begonnen wurde, waren bereits Platinen für den Controller gefertigt worden. Microsoft hatte seinen Lieferanten, Mitsumi Electric, um ein ähnliches gefaltetes und gestapeltes Leiterplattendesign gebeten, das in Sonys DualShock-2-Controller verwendet wird, aber das Unternehmen weigerte sich, ein solches Design für Microsoft herzustellen. Dies führte dazu, dass der Controller unhandlich und fast dreimal so groß wie der Controller von Sony war. Dieses erste Controller-Design wurde in Japan nie auf den Markt gebracht. Dort wurde die Konsole stattdessen mit einer kleineren, überarbeiteten Version namens „Controller S“ eingeführt, die das kompaktere Leiterplattendesign verwendete.
Der „Controller S“ (Codename „Akebono“) ist kleiner, leichter und für Benutzer mit kleineren Händen konzipiert. Nachdem der ursprüngliche Controller viel Kritik erhalten hatte und die anfänglichen Verkäufe der Xbox sehr gering waren, wurde der „Controller S“ aufgrund der großen Nachfrage später in anderen Gebieten auf den Markt gebracht und ersetzte 2002 den Controller der ersten Generation im Einzelhandelspaket der Xbox in den USA und 2003 in Europa, wobei der größere Original-Controller weiterhin als Zubehör erhältlich war.

## The Duke

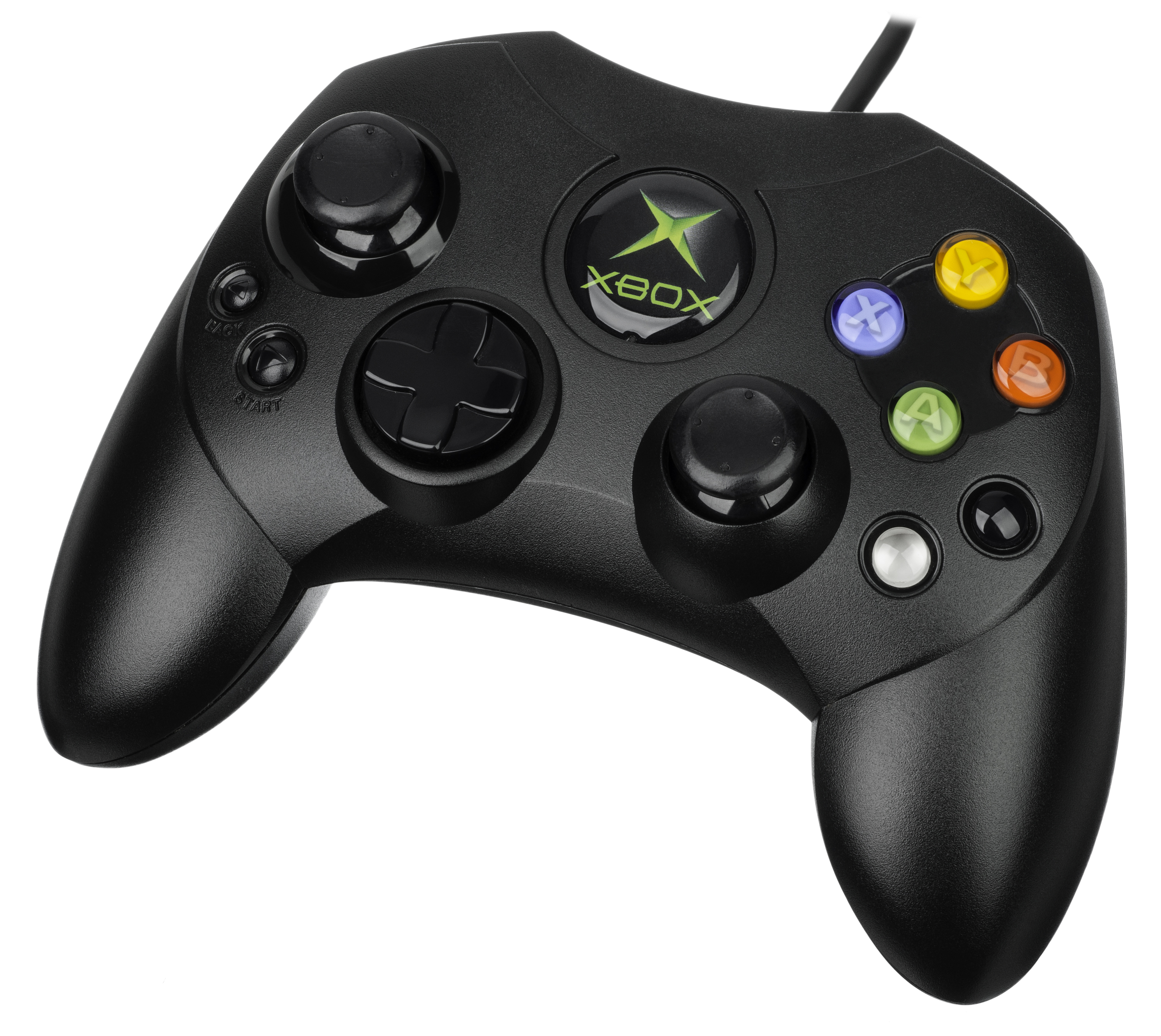
Xbox Controller S

Seamus Blackley war ein Videospielentwickler für Xbox und half beim Entwurf eines frühen Prototyp-Controllers. Der Xbox-Controller der ersten Generation, der ursprünglich den Spitznamen „Fatty“ und später „The Duke“ trug, war ursprünglich der mit Xbox-Systemen gebündelte Controller für alle Gebiete außer Japan. Laut Blackley stammt der Name Duke von Brett Schnepf, dem Projektleiter für Hardware bei Microsoft während der Entwicklung der Xbox, dessen Sohn Duke hieß.
Der Controller war überdimensioniert und wurde nicht sehr gut aufgenommen. Während das Produkt angekündigt wurde, warfen einige Zuschauer Gegenstände auf Blackley auf der Bühne. Der Controller wurde dafür kritisiert, dass er im Vergleich zu anderen Videospiel-Controllern sperrig ist; er wurde 2001 vom Game Informer als „Blunder of the Year“ ausgezeichnet, ein Guinness-Weltrekord für den größten Controller in der Guinness World Records Gamer’s Edition 2008, und vom IGN-Redakteur Craig Harris als zweitschlechtester Videospiel-Controller aller Zeiten eingestuft.
Mehr als fünfzehn Jahre später nahm Seamus Blackley Kontakt mit Phil Spencer, dem Leiter der Xbox-Abteilung, auf und brachte ihn auf die Idee, den alten Controller wiederzubeleben, nachdem eine Reihe von scherzhaften Beiträgen in sozialen Medien einen starken Wunsch der Verbraucher nach dem Controller gezeigt hatten. Spencer übertrug Blackley die Rechte an dem Duke-Controller. Das ursprüngliche Design wurde mit einigen subtilen Änderungen des Bumper designs, der Schultertasten und des Gesamtlayouts modifiziert, um es mit der Xbox One kompatibel zu machen, sowie mit einem OLED-Bildschirm, der beim Einschalten die ursprüngliche Xbox-Startsequenz anzeigt. The Duke wurde am 30. April 2018 im Rahmen einer Partnerschaft mit Hyperkin für Xbox One und PC veröffentlicht.

## Speicher-Einheit
Eine 8 MB austauschbare Solid-State-Speicherkarte kann in den Controller eingesteckt werden, ähnlich wie bei der VMU der Dreamcast. Spielstände können entweder von der Festplatte kopiert werden, wenn sie sich im Speichermanager des Xbox-Dashboards befinden, oder während eines Spiels gespeichert werden, wenn die Speicherkarte eingelegt wird. Die meisten Xbox-Spielespeicherungen können auf die Speichereinheit kopiert und auf eine andere Konsole verschoben werden, aber einige Xbox-Speicherungen sind digital signiert; jede Konsole verfügt über einen eindeutigen Signierschlüssel, und einige Spiele (z. B. Ninja Gaiden und Dead or Alive Xtreme Beach Volleyball) laden gespeicherte Spiele, die von einer anderen Xbox signiert wurden, nicht, wodurch der Nutzen der Speicherkarte eingeschränkt wird. Einige Spielstände können als nicht kopierbar gekennzeichnet werden (wie Burnout 3: Takedown) oder einfach auf über 8 MB aufgefüllt werden (wie Star Wars: Knights of the Old Republic). Der Signierungsmechanismus wurde von der Xbox-Hacker-Community zurückentwickelt, die Tools entwickelt hat, um Savegames so zu modifizieren, dass sie auf einer anderen Konsole funktionieren, wobei der Signierungsschlüssel des Xbox-Empfängers (der „HDkey“) und der hochgeladene Titelschlüssel des Spiels (der „authkey“) bekannt sein müssen.
Es ist auch möglich, ein Xbox-Live-Konto auf einer Speichereinheit zu speichern, um die Verwendung auf mehr als einer Xbox zu vereinfachen.